# Giuncaggio
Giuncaggio [dʒunkadʒo] est une commune française située dans la circonscription départementale de la Haute-Corse et le territoire de la collectivité de Corse. Elle appartient à l'ancienne piève de Rogna.

## Géographie

### Situation
Giuncaggio est une commune de la piève de Rogna, constituée de villages en corniche sur les deux rives de la basse vallée du Tavignano. Elle se trouve en rive gauche de la basse vallée du Tavignano et n'a pas de façade maritime.
Communes limitrophes

### Géologie et relief
Giuncaggio fait partie du « Deçà des Monts », de la « Corse schisteuse ». Elle est située au sud de la Castagniccia où se termine la dorsale schisteuse de l'île, l'arête du Cap Corse ou massif de la Serra au nord-est de l'île, qui se prolonge au sud avec le massif du San Petrone.
Le territoire communal, sur la rive gauche du fleuve Tavignano, occupe les versants occidentaux et méridionaux de la terminaison de la dorsale schisteuse de l'île au sud, soit un petit chaînon de moyennes montagnes partant de la Punta Cervio (1 189 m) « à cheval » à la fois sur Altiani, Focicchia et Piedicorte-di-Gaggio, passant par la Punta Gaggio (1 102 m - Piedicorte-di-Gaggio), la Punta Al Pruno (733 m - Pietraserena), la Pointe Pastinica (709 m), la Pointe du Castello (735 m), le Monte Torricella (745 m), puis déclinant quasi régulièrement jusqu'à la confluence du Tavignano avec le Corsiglièse.
Ce territoire qui s'étale depuis la ligne de crête définie ci-dessus, jusqu'au lit du fleuve, se décompose en deux secteurs : celui du nord, beaucoup plus large, couvre les « gorges du Tavignano », et celui du sud est représenté, toujours sur la rive gauche du fleuve, par une étroite bande de terre partie de la fertile plaine alluviale d'Aléria.

### Hydrographie
Le principal cours d'eau est le fleuve Tavignano qui traverse le territoire communal, délimité en amont depuis sa confluence avec le ruisseau de Suarte, à moins de 300 m au nord-ouest du lieu-dit « Ernella », et en aval jusqu'à sa confluence avec le ruisseau de Scampajolo, à hauteur du lieu-dit « Buggione » (Aléria).
Un barrage est construit sur le Tavignano, produisant de l'électricité grâce à la micro-centrale de Cardiccia, située à l'entrée des gorges du Tavignano. Cet ouvrage perturbe les Aloses feintes adultes qui remontent le cours d'eau pour frayer ; certaines restent bloquées au pied du barrage. Aussi, un plan d'aménagement est en cours pour restaurer le franchissement de l'ouvrage grâce à une échelle à poisson. Le barrage est également un obstacle difficilement franchissable dans l'immigration des Anguilles européennes (Anguilla anguilla) vers leur zone de colonisation.
Au cours de sa traversée, outre les deux ruisseaux précités qui délimitent en partie le territoire communal de Giuncaggio, le Tavignano reçoit les eaux de nombreux ruisseaux. Parmi les plus importants, les ruisseaux de Castagno, de Valle, de Costadi, de Vaccherucci, de Sparabetto, d'Acqua Viva, de Finochietta, de Campo di Vindico, de Valle Allo Pero, de Pedalba, de Corsiglièse, de Vado, de Casaperta, de Pescaja, et de Chiaramonte.

### Voies de communication et transports

#### Accès routiers

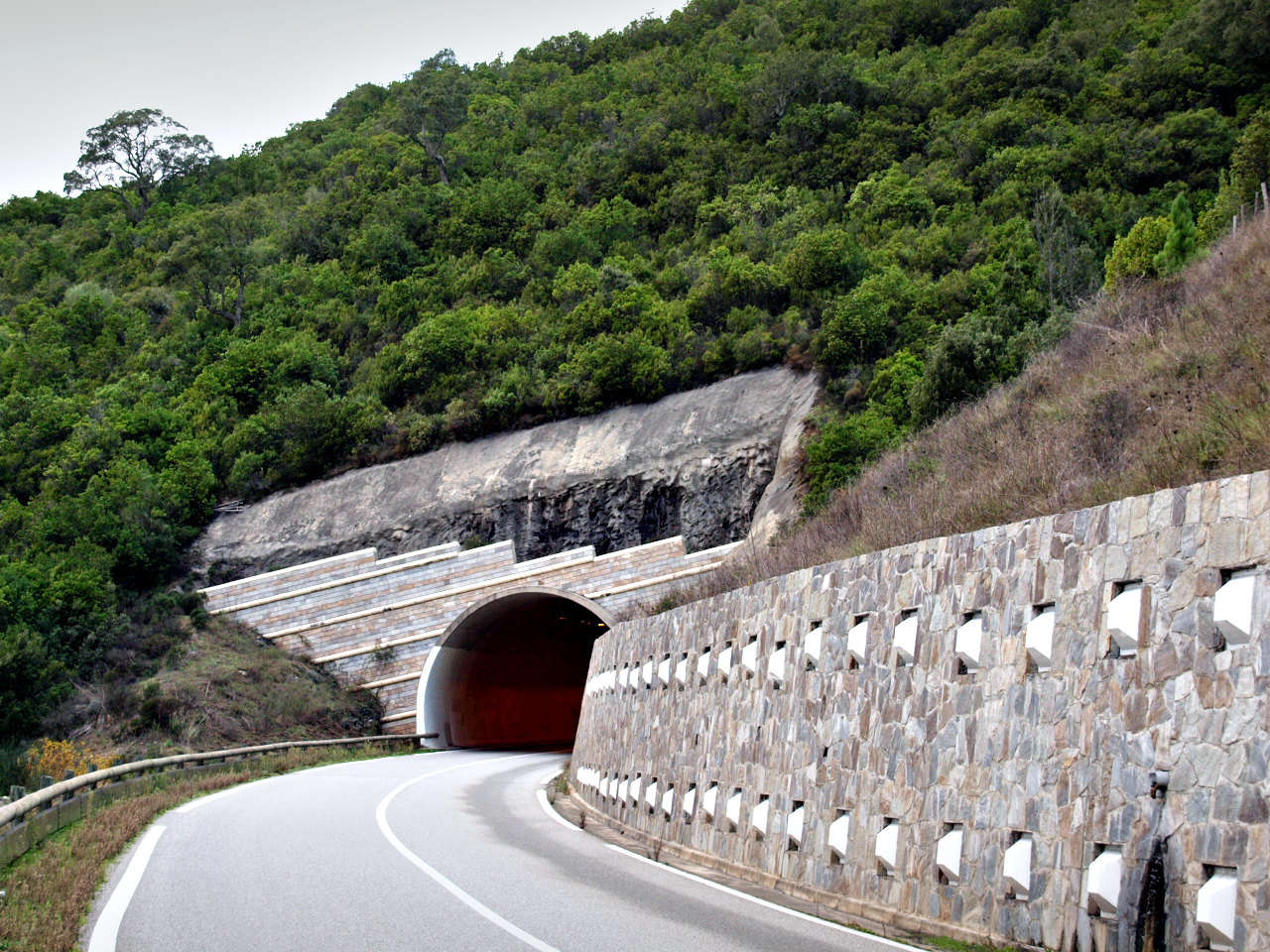
Tunnel de l'Isolella de la RT 50, entrée Est.

La commune est traversée par la Route territoriale 50 qui longe les gorges du Tavignano. L'ancien tracé de cette nationale a été amélioré en plusieurs endroits, en raison notamment du terrain schisteux qui glissait fréquemment. Un tunnel, portant le nom de tunnel de l'Isolella, a été ouvert à la circulation en fin de la première décennie 2000.
L'accès même au village se fait par la route D 14. Il faut quitter celle-ci et emprunter la D 414 pour arriver à Giuncaggio village. La D 414 s'y termine en cul-de-sac au cimetière.

#### Transports
Giuncaggio n'est desservi par aucun service de transports publics de voyageurs ou de marchandises.
Le village est distant, par route, de :
- 81 km de l'aéroport de Bastia Poretta,
- 96 km du port de commerce de Bastia,
- 35 km de la gare de Corte,
- 25 km de Cateraggio, RT 10 (ex-RN 198) dans la Plaine orientale,
- 96 km d'Ajaccio,

## Urbanisme

### Typologie
Au 1er janvier 2024, Giuncaggio est catégorisée commune rurale à habitat dispersé, selon la nouvelle grille communale de densité à sept niveaux définie par l'Insee en 2022.
Elle est située hors unité urbaine et hors attraction des villes,.

### Occupation des sols
L'occupation des sols de la commune, telle qu'elle ressort de la base de données européenne d’occupation biophysique des sols Corine Land Cover (CLC), est marquée par l'importance des forêts et milieux semi-naturels (71,9 % en 2018), une proportion identique à celle de 1990 (71,8 %). La répartition détaillée en 2018 est la suivante : 
forêts (38,1 %), milieux à végétation arbustive et/ou herbacée (33,8 %), zones agricoles hétérogènes (22,1 %), cultures permanentes (3,8 %), mines, décharges et chantiers (2,2 %). L'évolution de l’occupation des sols de la commune et de ses infrastructures peut être observée sur les différentes représentations cartographiques du territoire : la carte de Cassini (XVIIIe siècle), la carte d'état-major (1820-1866) et les cartes ou photos aériennes de l'IGN pour la période actuelle (1950 à aujourd'hui).

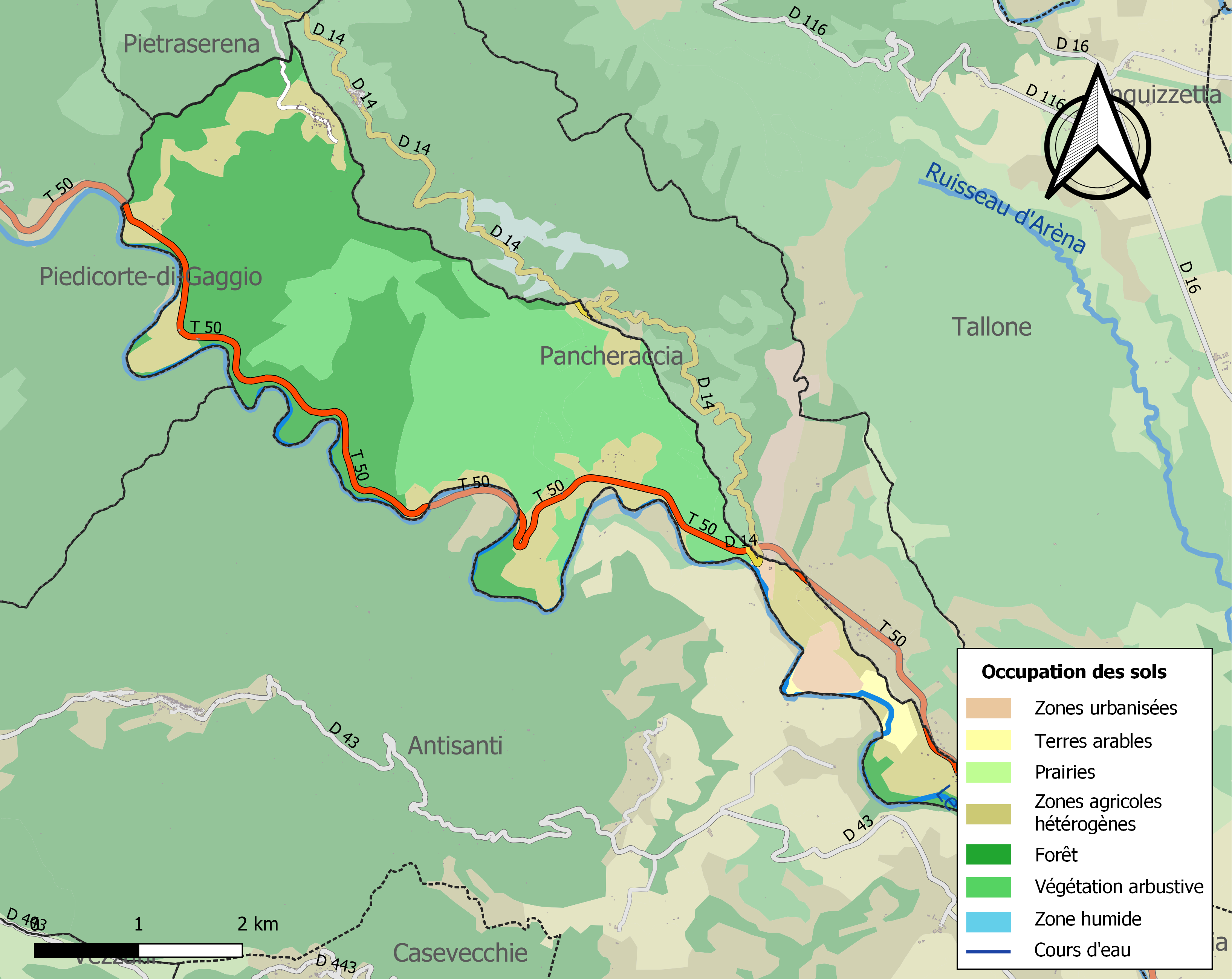
Carte des infrastructures et de l'occupation des sols de la commune en 2018 (CLC).

### Giuncaggio village
La majeure partie des habitants demeurent au village, perché sous la ligne de crête le séparant du village de Pancheraccia, à une altitude moyenne de 630 m. Giuncaggio apparait dans les lieux habités de la pieve de Rogna dans le rapport établi au début du XVIIIe siècle par l'abbé Accinelli. La plupart des habitations sont neuves ou rénovées, non accolées. Il n'y a quasiment pas de maisons aux murs de pierres apparentes, excepté le clocher de l'église paroissiale Saint-Blaise. Les couvertures sont en tuiles rouges alors que Giuncaggio se trouve en pays de teghje.
La plaine qui avait été longtemps abandonnée, est à nouveau occupée ; des fermes se sont construites le long de la route territoriale 50, notamment à Frasciccia (localité « à cheval » sur Giuncaggio et Pancheraccia), Suarte et Olivella, ainsi que des vergers d'agrumes, pêches, abricots et kiwis.

## Toponymie
Le nom corse de la commune est Ghjuncaghju /ɟuŋˈkaɟu/.

## Politique et administration

### Liste des maires
| Période                                  | Période  | Identité                  | Étiquette | Qualité                                              |
| ---------------------------------------- | -------- | ------------------------- | --------- | ---------------------------------------------------- |
| 1962                                     | 1995     | M. Jean-Étienne Marchioni | PS        | Conseiller général du canton de Bastia-3 (1973-1979) |
| 1995                                     | En cours | M. Philippe Marchioni     | PS        | Retraité                                             |
| Les données manquantes sont à compléter. |          |                           |           |                                                      |

## Population et société

### Démographie
L'évolution du nombre d'habitants est connue à travers les recensements de la population effectués dans la commune depuis 1800. Pour les communes de moins de 10 000 habitants, une enquête de recensement portant sur toute la population est réalisée tous les cinq ans, les populations de référence des années intermédiaires étant quant à elles estimées par interpolation ou extrapolation. Pour la commune, le premier recensement exhaustif entrant dans le cadre du nouveau dispositif a été réalisé en 2008.

En 2022, la commune comptait 81 habitants, en évolution de +44,64 % par rapport à 2016 (Haute-Corse : +5,15 %, France hors Mayotte : +2,11 %).
| 1800 | 1806 | 1821 | 1831 | 1836 | 1841 | 1846 | 1851 | 1856 |
| ---- | ---- | ---- | ---- | ---- | ---- | ---- | ---- | ---- |
| 266  | 210  | 225  | 310  | 313  | 332  | 325  | 297  | 283  |

| 1861 | 1866 | 1872 | 1876 | 1881 | 1886 | 1891 | 1896 | 1901 |
| ---- | ---- | ---- | ---- | ---- | ---- | ---- | ---- | ---- |
| 300  | 320  | 935  | 345  | 333  | 405  | 325  | 340  | 297  |

| 1906 | 1911 | 1921 | 1926 | 1931 | 1936 | 1946 | 1954 | 1962 |
| ---- | ---- | ---- | ---- | ---- | ---- | ---- | ---- | ---- |
| 304  | 338  | 316  | 541  | 518  | 518  | 375  | 325  | 139  |

| 1968 | 1975 | 1982 | 1990 | 1999 | 2006 | 2008 | 2013 | 2018 |
| ---- | ---- | ---- | ---- | ---- | ---- | ---- | ---- | ---- |
| 148  | 138  | 131  | 76   | 76   | 67   | 64   | 51   | 68   |

| 2022 | - | - | - | - | - | - | - | - |
| ---- | - | - | - | - | - | - | - | - |
| 81   | - | - | - | - | - | - | - | - |

### Vie associative
- U Ghjuncaghju (comité des fêtes)
- Comité pour la restauration de l'Église de Giuncaggio

## Économie
La commune abrite une centrale photovoltaïque au sol avec stockage d'énergie installée sur 6,5 hectares et mise en service en 2019 par Corsica Sole.

## Culture locale et patrimoine

### Lieux et monuments
- Monument aux morts

#### Sources sulfureuses de Puzzichello
Les sources sulfureuses de Puzzichello se situent un peu au sud des ruines de Campo di Vindico. Les anciens thermes de Puzzichello étaient fréquentés par les Romains dans l'Antiquité. Ceux-ci, après avoir installé leur colonie à Aléria, s'étaient installés à Rottani, hameau d'Aléria proche de la station thermale depuis longtemps en ruines. Selon François Guermonprez, l'eau sulfureuse calco-sodique froide carbogazeuse de la source a des propriétés en ORL, en pneumologie, en rhumatologie ou encore en dermatologie.

#### Église Saint-Blaise
L'église paroissiale Saint-Blaise se situe au cœur du village, attenante à la mairie. Elle est datée du XVIIe siècle. Grâce au comité qui a été créé pour sa restauration, l'intérieur a été entièrement rénové entre 2013 et 2015. On y découvre entre autres, une remarquable fresque au plafond de la nef.

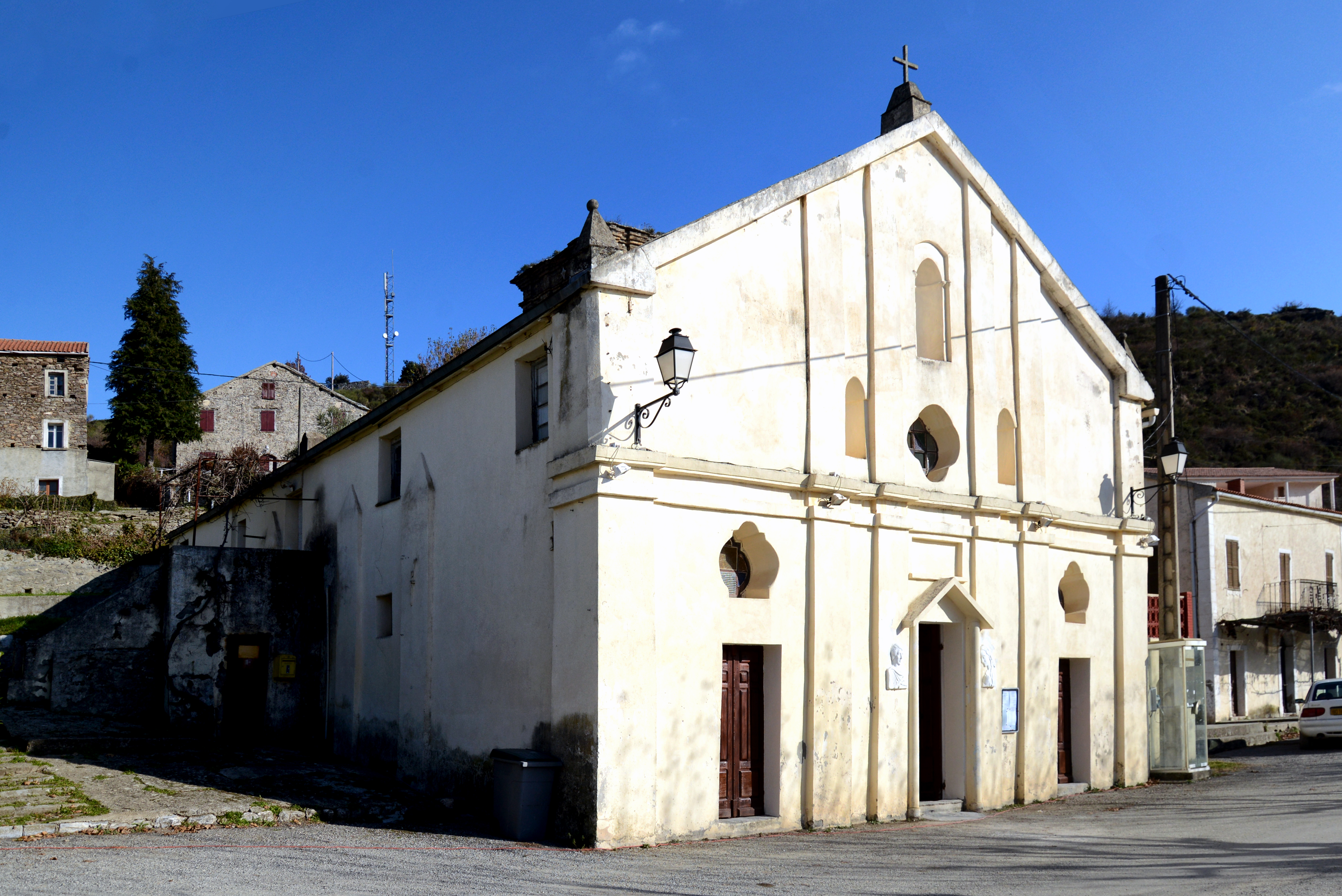
Église paroissiale Saint-Blaise.
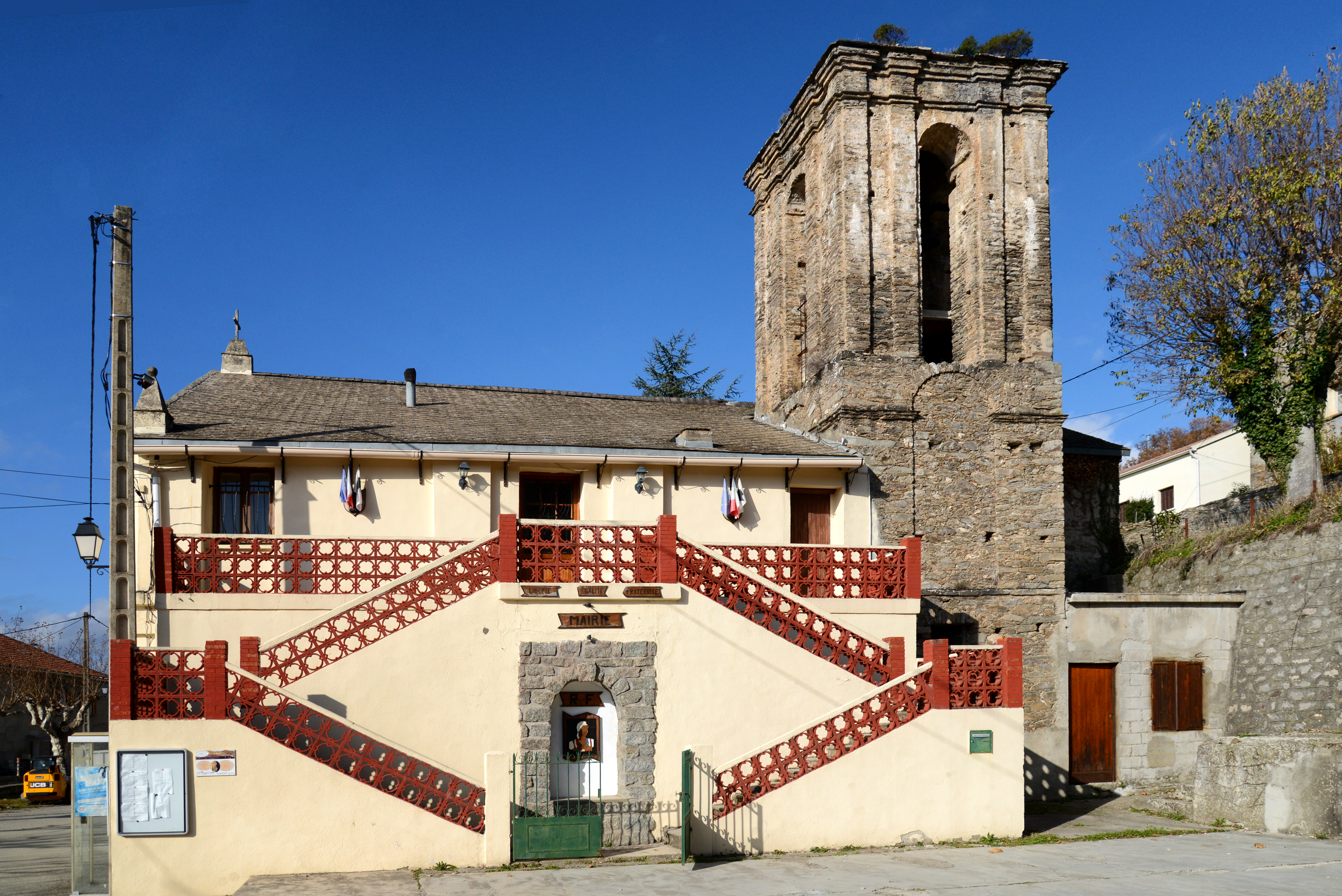
Mairie et église paroissiale Saint-Blaise.
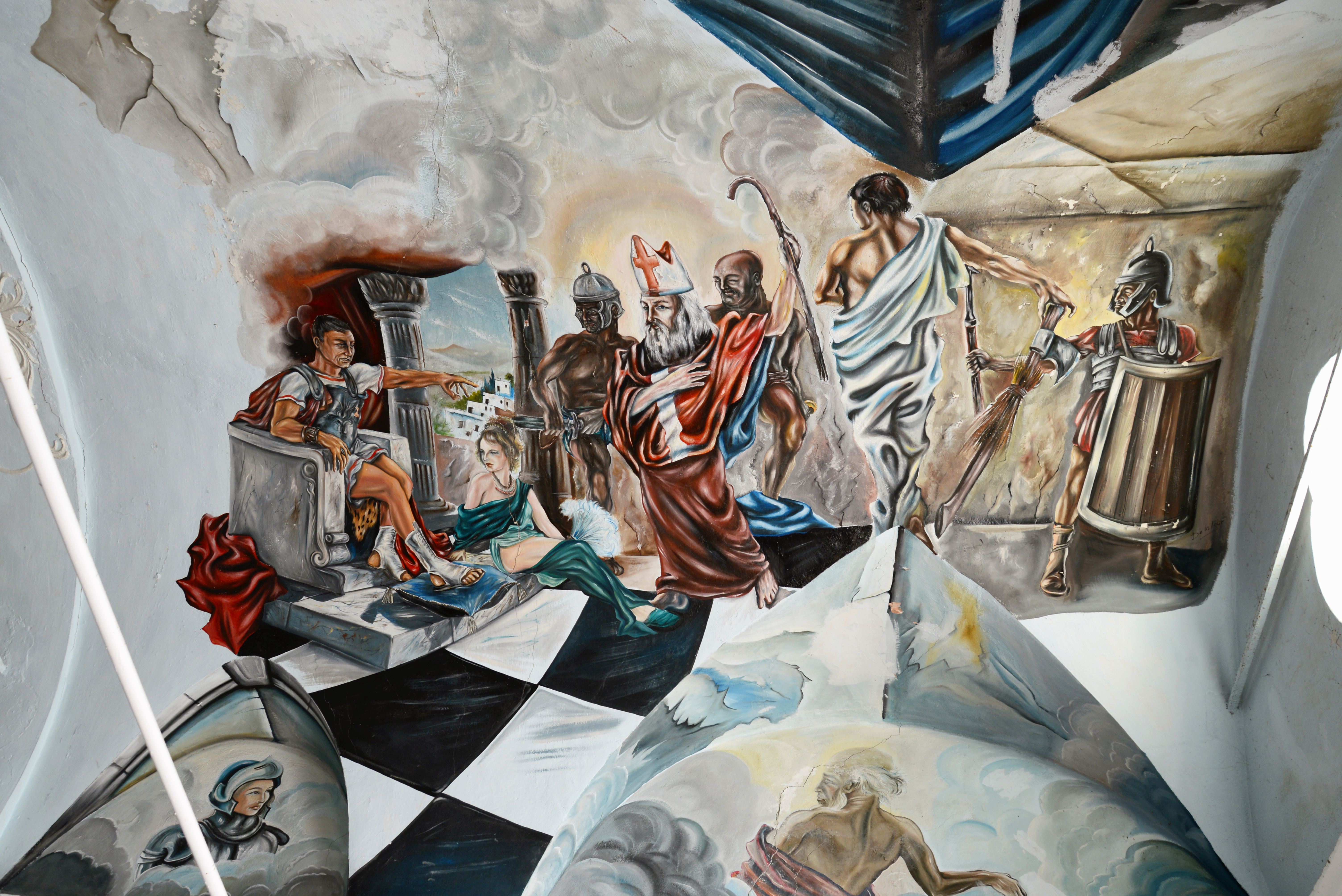
Fresque du plafond.

#### ChapelleSaint-Jean Baptiste
Cette chapelle ruinée, est datée du (XIIe siècle). Elle se situe au sud-est, proche du village, dressant sa silhouette, dominant la route D 414 qui s'y termine en cul-de-sac peu avant le cimetière.

### Patrimoine naturel

#### ZNIEFF
La commune est concernée par une zone naturelle d'intérêt écologique, faunistique et floristique de 2e génération :
Basse vallée du Tavignano
Dix communes se partagent cette zone d'une superficie de 1 057 ha qui s’étale le long du fleuve, depuis Aléria jusqu’au pont de Noceta. « La basse vallée du Tavignano est le seul endroit de Corse où l'Alose feinte se reproduit actuellement ; le fleuve abrite en outre la blennie fluviatile et de nombreux invertébrés macrobenthiques déterminants ».

#### Natura 2000
Site d'Intérêt Communautaire (Dir. Habitat)
Basse vallée du Tavignano
La Basse vallée du Tavignano abrite un SIC de la directive "Habitats, faune, flore", d'une superficie de 770 ha concernant sept communes : Aléria, Altiani, Antisanti, Erbajolo, Focicchia, Giuncaggio, Noceta, Piedicorte-di-Gaggio et Venaco. L'importance du site réside dans le fait qu'il est le seul endroit de Corse où l'Alose feinte se reproduit actuellement. S'y trouve également la  plus grosse colonie de Corse de Murins à Oreilles échancrées (Myotis emarginatus (E. Geoffroy, 1806)) (annexe II) et plusieurs colonies importantes de Petits Rhinolophes. Le SIC est inscrit à l'Inventaire national du patrimoine naturel sous la fiche FR9400602 - Basse vallée du Tavignano.

### Personnalités liées à la commune
- Ghjuvan Stefanu Marchioni (1912-1995), écrivain et poète, maire de 1962 à 1995.